# صيد العملات المعدنية

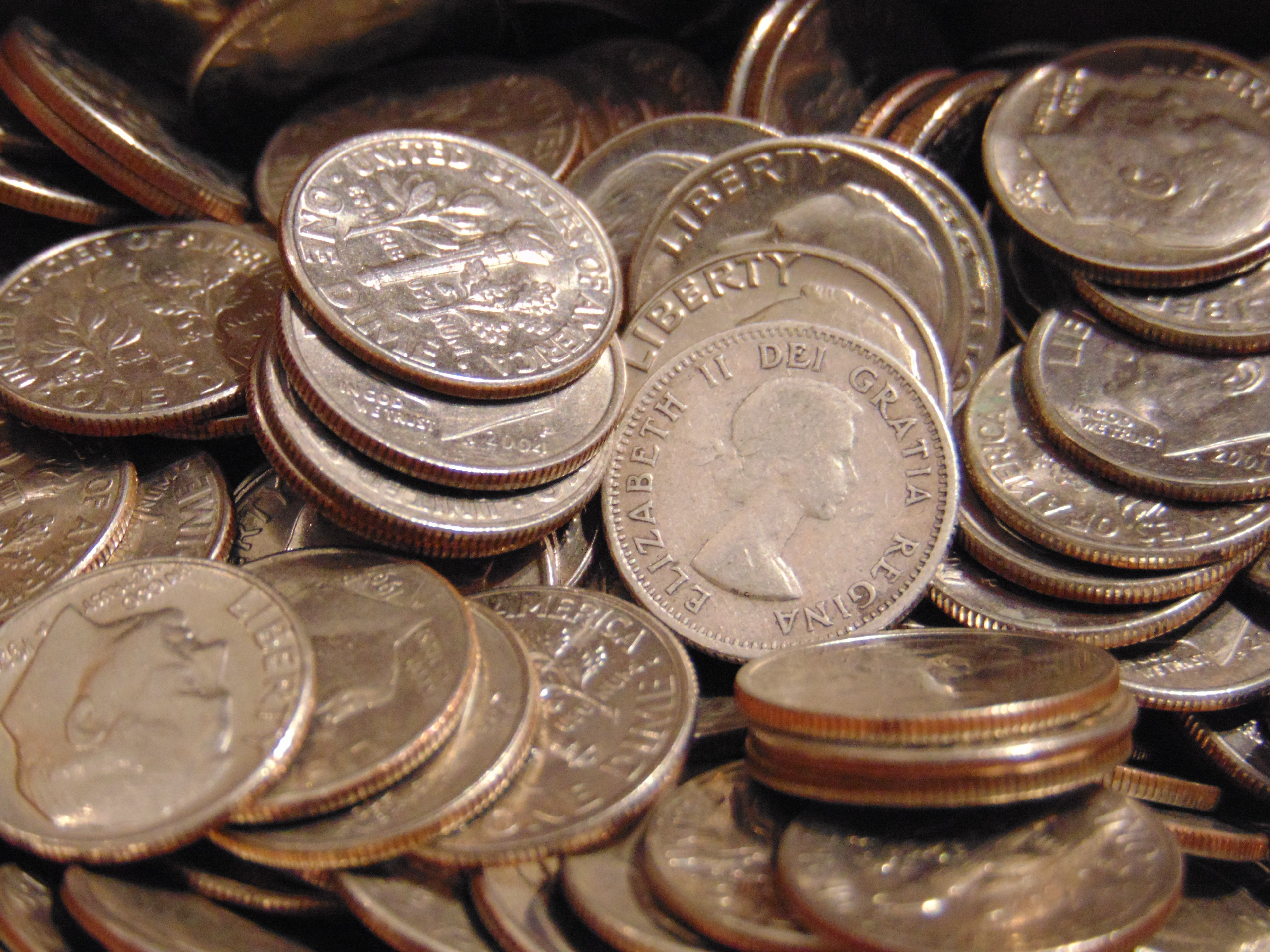
مثال على اكتشاف محتمل في صيد العملات المعدنية: عشرة سنتات كندية فضية، تم العثور عليها في صندوق به عشرة سنتات أمريكية بقيمة أربعين دولارًا

صيد العملات المعدنية (غالبًا ما تُختصر إلى CRH) هي هواية البحث عن العملات المعدنية المسحوبة من التداول وفرزها للحصول على عملات معدنية تذكارية للجمع. ويتحقق ذلك من خلال الحصول على العملات المعدنية الملفوفة، أو العملات المعدنية المعبأة في صناديق، أو العملات المعدنية المعبأة في أكياس من البنوك واتحادات الائتمان. يتضمن أحد أشكال هذه الممارسة الأوراق النقدية وتُنَفَّذ بنفس الطريقة الأساسية، عادةً للبحث عن أرقام تسلسلية غير عادية، وأوراق نقدية ذات علامات نجمية، وأخطاء مطبعية.

## صيد العملات المعدنية في الولايات المتحدة

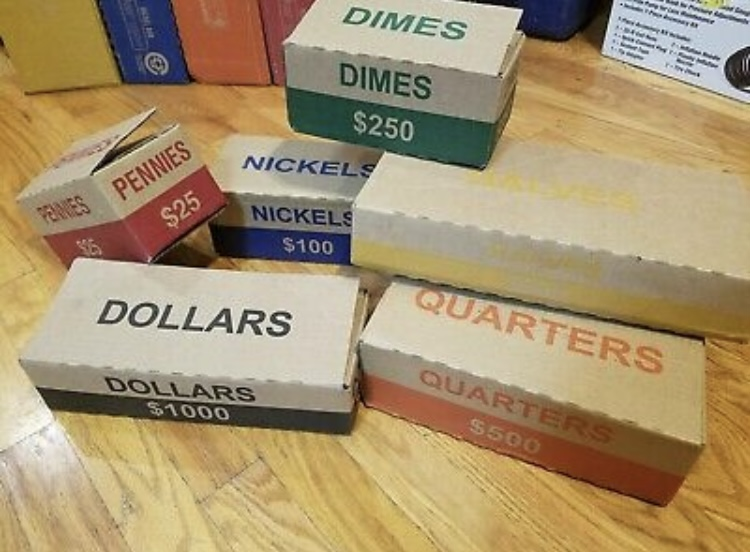
صناديق البنوك التي تحتوي على فئات متنوعة من العملات المعدنية يُبحث فيها عادةً عند صيد العملات المعدنية

في الولايات المتحدة، يحصل صائدو العملات المعدنية على لفافات من السنتات، والنيكلات، والدايمات، والأرباع، والأنصاف، وأحيانًا عملات الدولار الصغيرة والكبيرة، في أغلب الأحيان عن طريق سحب مبلغ من المال من حساب مصرفي بالفئة المطلوبة.
الأهداف الرئيسية لصائدي العملات الأمريكية هي العملات المعدنية من فئة العشرة سنتات، والربع دولار، والنصف دولار الفضية قبل عام 1965، ونصف الدولار الفضي بنسبة 40% من عام 1965 إلى عام 1970.  يُبحث عن عملات النيكل "عملات النيكل الحربية" التي تحتوي على 35% من الفضة (1942-1945 مع علامات دار السك أعلى مونتيتشيلو على الوجه الخلفي). تُجمَع التصاميم القديمة المتوقفة عن الإنتاج أيضاً، مثل عملات النيكل من نوع Buffalo [الإنجليزية] وLiberty ("V").  يُبحث أيضًا عن تصاميم أقدم مثل سنتات القمح النحاسية (1909-1958، المصنوعة من الفولاذ المطلي بالزنك [الإنجليزية] في عام 1943)، وسنتات الرأس الهندي (1859-1909)، والأخطاء والأصناف مثل القوالب المزدوجة [الإنجليزية] وسنتات "AM" القريبة والعريضة. ويحتفظ بعض الباحثين أيضًا بعملات لينكولن التذكارية النحاسية (1959-1982) لقيمتها المتزايدة كسبائك نحاسية. تعد العملات المعدنية الملونة [الإنجليزية] أيضًا موضع اهتمام لهواة الجمع، ويمكن العثور عليها أحيانًا في لفائف العملات المعدنية، وخاصةً في نهايات لفائف العملات المعدنية القديمة الملفوفة في البنوك. في بعض الأحيان، يمكن لعملة النيكل، أو العشرة سنتات، أو الربع دولار، أو نصف الدولار المتغيرة اللون أو المتآكلة أن تخدع جامع العملات من خلال حافتها، مما يعطي مظهر عملة فضية. في كثير من الأحيان يقوم صائدو العملات المعدنية أيضًا بجمع عملات معدنية خاصة ورموز وغيرها من العملات الأجنبية والعملات الأجنبية. يحاول آخرون العثور على مجموعة من العملات المعدنية واستكمالها، مثل عملات أمريكا الجميلة، أو عملات 50 ولاية ، أو الدولارات الرئاسية، أو حتى كل عام ودار سك من التصاميم العادية. تشمل الإصدارات الخاصة الأخرى التي جمعها البعض العملات المعدنية ربع ونصف المئوية (1976)، والعملات المعدنية من فئة النيكل من لويس وكلارك (2004-2005)، والعملات المعدنية من فئة سنتات لينكولن (2009) ذات الإصدار الأقل. يمكن أيضًا أخذ تواريخ محددة لفئات معينة تكون أكثر ندرة من غيرها أو سُكَّت بكميات أقل من المعتاد من التداول، مثل نصفي عام 1970، أو 1987، أو 2002، إلى 2020، أو النيكل والدايم لعام 2009، أو دولارات ساكاجاويا لعام 2002-2008. تُعرف العملات المعدنية ذات السك المنخفض باسم "تواريخ شبه رئيسية"، في حين تُعرف العملات المعدنية ذات السك المنخفض للغاية باسم "تواريخ رئيسية". تشمل بعض العملات التاريخية الرئيسية الشهيرة عملة القمح S VDB لعام 1909، وعملة النيكل D Jefferson لعام 1950، وعملة العشرة سنتات D Mercury [الإنجليزية] لعام 1916. يبحث الناس في اللفافات عن العملات المعدنية الخاطئة التي بها عيوب ناتجة عن عملية السك، مثل القوالب المزدوجة، والعملات المعدنية المسكوكة بألواح خاطئة، والعملات المعدنية المسكوكة خارج المركز، وما إلى ذلك. يمكن أن تكون قيمة هذه العملات أكبر من قيمتها الاسمية لهواة الجمع، مع احتمال أن تصل قيمة بعضها، مثل سنت القالب المزدوج لعام 1955، [الإنجليزية] إلى آلاف الدولارات.

## صيد العملات المعدنية في كندا
في كندا، يحصل صائدو العملات المعدنية على لفافات من النيكل، وأحيانًا الدايم والربع دولار.
لم تكن العملات المعدنية من فئة العشرة سنتات والربع سنت تتمتع بأرقام عالية في دار السك حتى توقف استخدام الفضة في منتصف عام 1968. بعد عام 1968، سُكَّت العملات المعدنية بأعداد كبيرة للغاية، مما جعل العملات الفضية غير شائعة، بالإضافة إلى إدخال آلات البنوك الرافضة للفضة مما أدى إلى إخراج العديد من العملات الفضية من التداول. كل هذا جعل من الصعب للغاية على صائدي العملات المعدنية العثور على الفضة، لذلك بحثوا في المقام الأول عن عملات النيكل من عام 1922 إلى عام 1964 لقيمتها النقدية، وعملات النيكل من عام 1965 إلى عام 1981 لقيمتها المعدنية، والتي تتجاوز قليلاً قيمتها الاسمية. كما سُحِبَت البنسات التي سبقت عام 1997  من التداول بسبب قيمتها المعدنية النحاسية العالية قبل سحب البنسات من التداول في عام 2013.  يحاول صائدو اللفافات الآخرون بناء مجموعات من العملات المعدنية الخاصة، وعملات اللووني، وعملات التووني.

## صيد العملات المعدنية في أستراليا
في أستراليا، غالبًا ما يُشار إلى صيد العملات المعدنية باسم "النودلينج"، وغالبًا ما يقوم صائدو العملات المعدنية بسحب أو استبدال العملات المعدنية من فئة 50 سنتًا [الإنجليزية]، أو دولارًا واحدًا، أو دولارين لأنها الأكثر تنوعًا وقد تتكون العملات المعدنية من فئة 1 دولار و2 دولار من عملات معدنية ملونة.
عادةً ما يتكون صيد العملات المعدنية الأسترالية من عملات معدنية أحدث من عام 1966 أو ما بعده حيث قامت أستراليا بتقسيم عملتها إلى بشكل عشري في عام 1966  من الجنيه الأسترالي إلى الدولار الأسترالي، على الرغم من أنه نادرًا ما تظهر العملات المعدنية قبل عام 1966 في لفافات العملات المعدنية بين 5 سنت ( ستة بنسات [الإنجليزية] )، أو 10 سنت ( شلن )، أو 20 سنتًا ( فلورين )، أو 50 سنتًا (نصف كراون). في الأصل، كانت العملات المعدنية فئة 50 سنتًا لعام 1966 دائرية ومسكوكة بنسبة 80% من الفضة، ولكن هذا تسبب في حدوث ارتباك مع العملة المعدنية فئة 20 سنتًا، والتي كانت بنفس الحجم وكان من غير الاقتصادي إنتاج العملات الفضية. وقد أدى هذا إلى استمرار دار سك العملة الملكية الأسترالية في سك عملات معدنية بقيمة 50 سنتًا من عام 1969 فصاعدًا لتكون ذات شكل اثني عشري ومصنوعة من النحاس والنيكل.  أصبحت هذه العملات المعدنية الأصلية من فئة 50 سنتًا والتي صدرت عام 1966 نادرة للغاية الآن بحيث لا يمكن العثور عليها في التداول أو في لفائف العملات المعدنية.
طُرِحَت العملات المعدنية بقيمة 1 دولار و2 دولار في عامي 1984 و1988 على التوالي، لذا هناك المزيد من العملات المعدنية الأحدث. هناك اعتقاد خاطئ بأن العملات المعدنية بقيمة 2 دولار والتي تحمل اسم " HH " (الأحرف الأولى من اسم المصمم؛ هورست هان ) في عامي 1988 و1989 نادرة وقيمة. في الواقع، تحتوي جميع العملات المعدنية بقيمة 2 دولار الصادرة في عامي 1988 و1989 على الأحرف الأولى من الحرف "HH" محفورة على العلم الأسترالي الأصلي. 